# Ramón Folch
Ramón Folch Frigola (Cambrils, 4 ottobre 1989) è un calciatore spagnolo, centrocampista del Reus FCR.

## Caratteristiche tecniche
È un centrocampista centrale.

## Carriera
Dopo aver militato nelle serie inferiori del calcio spagnolo nel 2013 è stato acquistato dal Reus, club di Segunda División B dove è rimasto per 4 stagioni collezionando oltre 140 presenze.